# Sympetrum darwinianum
Sympetrum darwinianum е вид водно конче от семейство Libellulidae. Видът не е застрашен от изчезване.

## Разпространение и местообитание
Разпространен е в Китай (Гуандун, Гуанси, Гуейджоу, Джъдзян, Дзянси, Дзянсу, Синдзян, Съчуан, Фудзиен, Хайнан, Хубей, Хунан, Хънан, Шанси, Шънси и Юннан), Провинции в КНР, Северна Корея, Тайван, Южна Корея и Япония (Кюшу, Хокайдо, Хоншу и Шикоку).
Обитава хълмове, езера, блата, мочурища и тресавища.